# Gelbrandiger Dammläufer
Der Gelbrandige Dammläufer (Nebria livida) ist ein Käfer aus der Familie der Laufkäfer (Carabidae). Die Gattung Nebria ist in Europa mit fünf Untergattungen und 73 Arten vertreten, in Mitteleuropa mit neunzehn Arten. Der Gelbrandige Dammläufer gehört zur Untergattung Paranebria. Der weit verbreitete Käfer kommt in Europa in der Unterart Nebria livida livida vor.
| |                            | Abb. 5: Unterkiefer Abb. 6: Lippentaster Abb. 7: Vordertarsus |
| Abb. 1: Aufsicht | Abb. 2: Unterseite         |                                                               |
| |                            |                                                               |
| Abb. 3: Seitenansicht | Abb. 4: von vorn           |                                                               |
| |                            |                                                               |
| Abb. 8: Beschreibung anschließend | Abb. 9: Beschreibung unten | Abb. 10                                                       |
| Abb. 8: Kopfunterseite; auf der linken Bildhälfte: Unterkiefer entfernt, die zwei letzten Glieder des Lippentasters entfernt, dadurch Sicht auf grün gefärbten Oberkiefer; rechte Bildhälfte: Lippentaster weiß getönt, Unterkiefer mit Kiefertaster rot getönt, Fühler gelb getönt Abb. 9: Kopf von seitlich oben, Oberkiefer grün getönt, schwarze Pfeilspitze zeigt auf Porenpunkt mit Borste Abb. 10: Teilansicht Brustabschnitt von seitlich unten. Ungefärbt: ocker: Flügeldecke; gelb: Bein des mittleren Beinpaars; schwarz: Epimer der Mittelbrust. Gefärbt: dunkelblau: Mittelbrust; hellblau: Episternum der Mittel- brust; dunkelgrün: Hinterbrust; hellgrün: Episternum der Hinterbrust; rotbraun: Mittelhüfte |                            |                                                               |

## Bemerkungen zum Namen
Der Käfer ist bereits in der 10. Auflage von Linnés Systema Naturae von 1758 aufgeführt, die als Ausgangspunkt der binominalen Nomenklatur festgelegt wurde. Er trägt dort den Namen Carabus lividus. Die Beschreibung beschränkt sich auf die wenigen Worte Carabus thorace ferrugineo, elytris nigris: lateribus lividis (lat.:  ein Carabus mit rostroter Brust [und] schwarzen Flügeln mit blassgelben Rändern). Damit erklärt sich der Artname lividus, womit die auffällige Färbung des Flügeldeckenrandes bezeichnet wird. Diese wird auch im Namensteil Gelbrandig des deutschen Namens benannt.
Die Großgattung Carabus wurde mehrmals aufgespalten und die Art lividus wurde in die Gattung Nebria übernommen. Diese wurde 1802 von Latreille eingeführt. Nach Schenkling ist der Name von altgr. νεβρός „nebrós“ für „Hirschkalb“ abgeleitet. Nach eigenen Angaben übernimmt Latreille den Namen Nebria jedoch aus einer Liste von Fischen, die von antiken Schriftstellern erwähnt werden, wobei man aber nicht weiß, welche Fische gemeint sind. Der Name Dammläufer spielt darauf an, dass man einige Arten der Gattung in der Nähe von Flüssen finden kann.
Fabricius beschreibt 1787 eine dunkle Variante mit deutlich mehr schwarzen Körperteilen (Basis der Fühler, Rand des Halsschilds, Schenkel) als Carabus lateralis und eine helle Form als Carabus sabulosus. Diese Namen werden als Synonyme zu Nebria livida betrachtet. Außerdem führt die Fauna Europaea zwei weitere Synonyme an (Nebria sibirica Csiki 1902 und Nebria collaris Thunberg 1787).

## Merkmale
Die Käfer erreichen eine Körperlänge von 12 bis 15 Millimetern und haben eine unverwechselbare Körperfärbung. Der Kopf ist schwarz gefärbt, der Halsschild ist bis auf die schwarze Basis gelborange, die Deckflügel (Elytren) sind schwarz und haben einen gelborangen Außenrand, der an den Deckflügelspitzen die Naht erreicht. Die Fühler und Beine sind ebenfalls gelborange.
Der Kopf ist deutlich schmaler als der Halsschild. Die Augen stehen seitlich und sind stark gewölbt. Die elfgliedrigen Fühler sind fadenförmig. Die ersten drei Glieder sind bis auf  Einzelborsten ungehaart und glänzen. Ab dem vierten Glied sind die Fühler sehr fein behaart und erscheinen deswegen matt. Die Mundwerkzeuge sind nach vorn gerichtet. Die Oberlippe ist breiter als lang und trägt vorn eine Reihe von borstentragenden Punkten (Abb. 9). Der Oberkiefer (in Abb. 8 und 9 grün) ist sehr breit mit nach innen umgebogener Spitze. Als gattungsspezifisches Merkmal trägt er auf der Außenseite einen Porenpunkt, in der eine lange Borste entspringt (in Abb. 9 mit schwarzer Pfeilspitze markiert). Der Lippentaster (Abb. 6, in Abb. 8 rechts weiß getönt) trägt auf dem vorletzten Glied drei Borsten, das lange Endglied ist vorn leicht schräg abgestutzt. Der Unterkiefer (Abb. 5) trägt zwei Taster und oben auf der Innenseite kammartig eine Reihe von Borsten. Die Unterlippe ist breit und dreizähnig, der mittlere Zahn ist zweispitzig.
Der Halsschild ist herzförmig, an den Seiten breit abgeflacht und gewöhnlich vorn hinter dem Kopf und an der Basis geschwärzt.
Die Flügeldecken sind breiter als der Halsschild, verlaufen seitlich etwa parallel und sind am Ende gemeinsam verrundet. Ihre Basis ist breit gerandet. Dieser Rand verbindet sich an den Schultern in einem Bogen mit der Seitenrandkante der Flügeldecken. Die Flügeldecken sind fein punktiert gestreift. Neben dem breiten Schildchen befindet sich eine kurze Punktreihe (Scutellarstreifen).
Die Beine sind lang und schlank, die Tarsen alle fünfgliedrig und auf der Oberseite kahl. Der Enddorn der Vorderschiene überragt die Vorderschiene weit (Abb. 7). Die Gattung Nebria gehört zu den Unterfamilien der Laufkäfer, bei denen die Epimeren der Mittelbrust (in Abb. 10 schwarz belassen), die zwischen dem Episternum der Mittelbrust (in Abb. 10 hellblau getönt) und dem Episternum der Hinterbrust (in Abb. 10 hellgrün getönt) liegen, die Hüfthöhlen der Mittelbrust (in Abb. 10 Mittelhüfte rot getönt) erreichen und nicht durch die Hinterbrust (in Abb. 10 dunkelgrün getönt) von den Hüfthöhlen getrennt werden.

## Vorkommen
Die Tiere kommen in Mittel-, Nord- und Osteuropa, östlich bis nach Sibirien und Japan vor. Sie leben in der Nähe von Gewässern, beispielsweise an lehmigen Steilküsten und im Detritus von Gewässerufern. Man findet sie am Tag unter Steinen oder Holz vom Flachland bis in etwa 1000 Meter Seehöhe. Im Rheingraben kann man Nebria livida in Kiesgraben auf Sandzungen, die weit in das Gewässer ragen, entdecken. Dort lebt die Art oft zusammen mit dem Grüngestreiften Grundkäfer (Omophron limbatum). Nebria livida ist in Deutschland selten bis sehr selten.

## Belege